# Ghềnh Ráng Tiên Sa
Ghềnh Ráng Tiên Sa là một khu danh thắng nằm ở phường Ghềnh Ráng, thành phố Quy Nhơn, cách trung tâm thành phố khoảng 3km về phía Đông-Nam. Địa chỉ chính xác là số 3 Hàn Mặc Tử, phường Ghềnh Ráng, thành phố Quy Nhơn. Khu danh thắng có diện tích hơn 35 ha và được bao quanh bởi những quần thể sơn thạch vô cùng độc đáo, đẹp mắt. Ghềnh Ráng Tiên Sa bao gồm khu vực trải từ trên núi Xuân Vân kéo xuống chân núi và bãi biển. Nơi đây được Bộ Văn hóa - Thông tin (nay là Bộ VH-TT-DL) xếp hạng thắng cảnh quốc gia vào tháng 11 năm 1991.

## Tên gọi
Ghềnh Ráng được cho là tên gọi do ngư dân đặt vì nơi này có nhiều ghềnh, khi tàu bè qua khu vực này thì thủy thủ phải làm sao cho giảm gió trong buồm đi để thuyền đi chậm lại nếu không dễ bị nước ngập vào tàu, trong nghề đi biển thao tác ấy gọi là ráng, tên Ghềnh Ráng từ đó mà ra.
Truyền thuyết dân gian kể nơi đây các nàng tiên thường xuất hiện. Cũng theo truyền thuyết, đây còn là nơi đoàn tụ của một đôi uyên ương vì cường quyền mà không nên được nghĩa vợ chồng lúc còn ở dương gian. Họ đã phải thoát tục thành tiên mới đến được với nhau.

## Điểm thăm quan

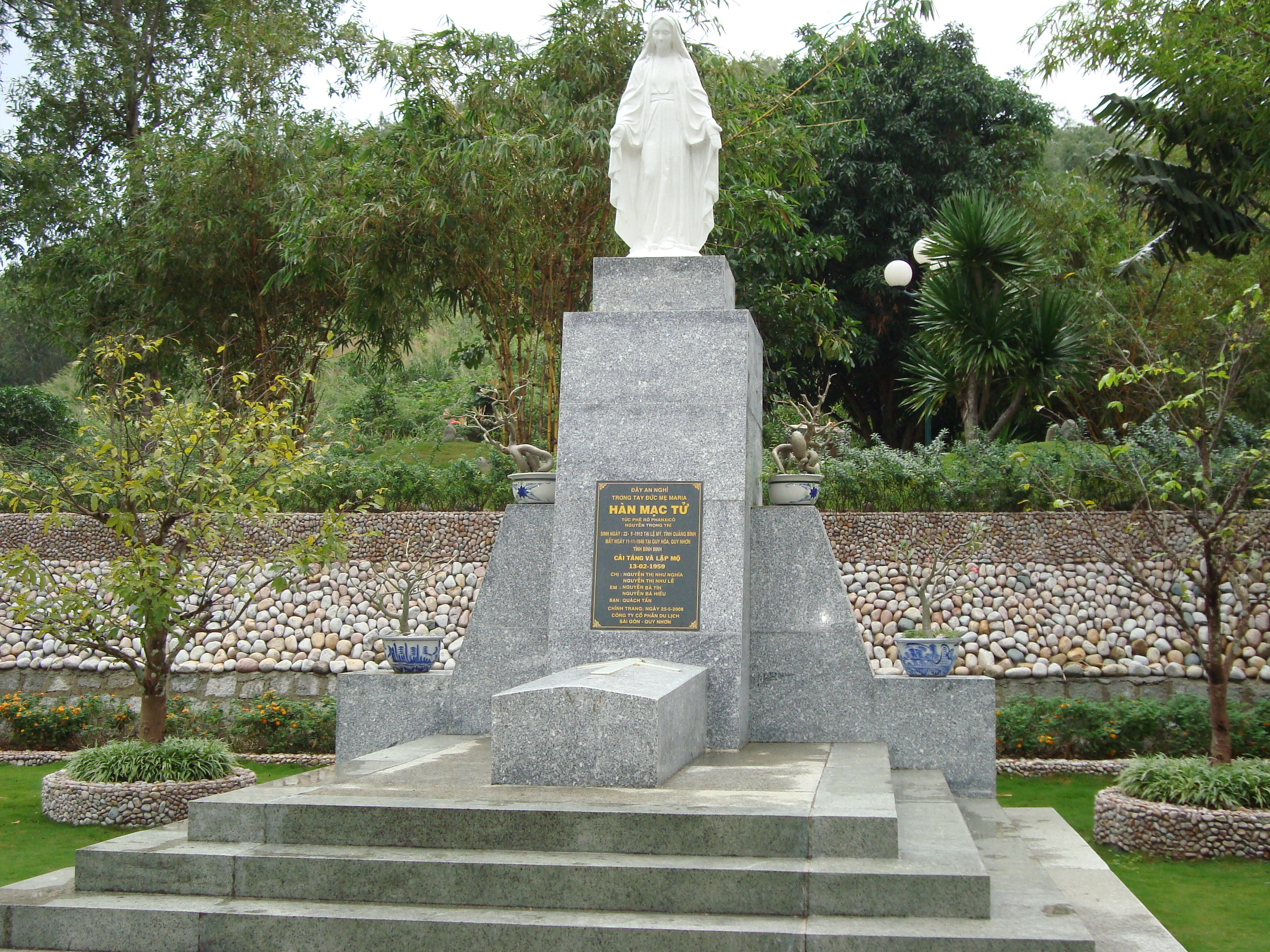
Mộ Hàn Mạc Tử ở Ghềnh Ráng

Bãi tắm Hoàng Hậu (Bãi Trứng) là Một bãi biển rộng hơn 100 m2, đủ loại đá xanh hình tròn, nhẵn như những quả trứng khổng lồ, nên dân gian còn gọi là bãi Trứng. Năm 1927, Ghềnh Ráng đã được vua Bảo Đại cùng Nam Phương Hoàng hậu chọn làm nơi nghỉ dưỡng.
Mộ Hàn Mạc Tử: Trong những ngày cuối đời, Hàn Mạc Tử nằm điều trị tại Trại Phong Quy Hòa và mất tại đây vào ngày 11 tháng 11 năm 1940 (trước khi mất, Hàn Mặc Tử có một di nguyện rằng khi qua đời sẽ được chôn trên đèo Son). Đến năm 1959, bạn bè và người thân của ông đã cải táng và di dời phần mộ của ông về Ghềnh Ráng.
Nhà thờ Đá Ghềnh Ráng có tên đầy đủ là Trung tâm Thánh Thể và Thánh Mẫu Ghềnh Ráng, thuộc giáo phận Quy Nhơn. Theo các tài liệu, nhà thờ Đá được khởi công xây dựng vào ngày 11/02/1963 và khánh thành ngày 15/8/1964, do linh mục Phạm Châu Diên đứng ra xây cất. Năm 2005, nhà thờ được tái thiết lại và khánh thành ngày 02/02/2007.

## Ghềnh Ráng Tiên Sa trong nghệ thuật

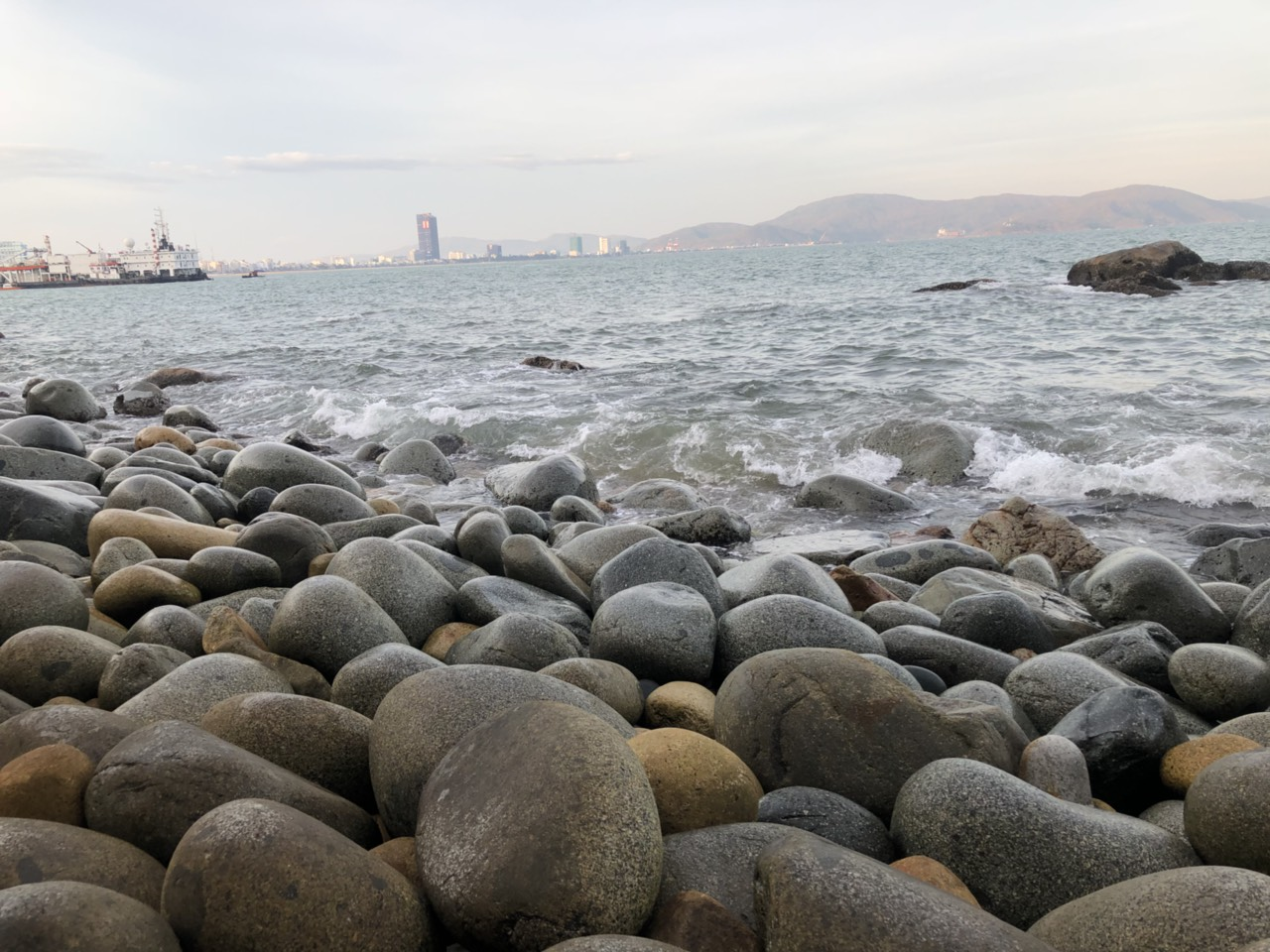
Những viên đá hình Trứng ở Bãi tắm Hoàng Hậu

Xuân Diệu có nhiều tác phẩm nhắc tới Ghềnh Ráng Tiên Sa nói riêng và quê ngoại Bình Định nói chung. Trong đó có thể kể đến bài thơ Biển, sáng tác năm 1961 tại Sầm Sơn Thanh Hóa, nhưng chính ông tâm sự nguồn cảm hứng được gợi lên từ biển Quy Nhơn.
Anh không xứng là biển xanh
Nhưng cũng xin làm bể biếc
Để hát mãi bên gành
Một tình chung không hết,
Trong bài "Tâm sự với Quy Nhơn" có đoạn:
Gành Ráng đèo Son với Tháp Đôi
Cảnh xung quanh đẹp Vạn Gò Bồi
Nơi sinh tôi đó chao ôi nhớ!
Nằm một đêm đò, sáng tới nơi